# Miroir (Stargate)
Pour les articles homonymes, voir Miroir (homonymie) et Awakenings.
 (mai 2025).
Si vous disposez d'ouvrages ou d'articles de référence ou si vous connaissez des sites web de qualité traitant du thème abordé ici, merci de compléter l'article en donnant les références utiles à sa vérifiabilité et en les liant à la section « Notes et références ».
Miroir (titre original : Awakenings) est le troisième épisode de la saison 2, et le 23e épisode de la série télévisée Stargate Universe.

## Résumé
Le Destinée est en approche de ce qui s'avère être un vaisseau également Ancien. Une fois arrimés les deux vaisseaux commencent un échange de données qui pourrait durer environ deux heures avant de se séparer et de repartir en VSL. Une équipe d'exploration composée de Brody, Volker, du lieutenant Scott et du sergent Greer traverse le sas pour explorer le vaisseau. Rush, condamné à regarder l'exploration du vaisseau à distance avec les images retransmises par le Kino, se rend dans la salle de pilotage du Destinée pour analyser les données échangées et découvre peut-être un moyen de rentrer sur Terre. L'équipe d'exploration trouve une salle de contrôle, Brody et Volker réparent les systèmes du vaisseau découvert afin d'en apprendre le plus possible.
Sur le Destinée, le colonel Telford aimerait participer plus mais Young refuse dans un premier temps puis accepte de lui expliquer la situation. Sur le vaisseau découvert, la remise en place des systèmes ouvre un caisson qui permet à une créature extraterrestre de sortir.
Young passe voir les prisonniers de l'Alliance luxienne, refuse l'aide de Ginn pour lire les données et lorsque Varro demande combien de temps ils vont rester enfermés, Young répond jusqu'à ce qu'ils ne seront plus une menace.
Scott et Greer laissent les deux scientifiques dans la salle de contrôle du vaisseau découvert et partent explorer. Young discute avec Camile Wray dans la serre et lui reproche d'avoir parlé de la découverte avec les prisonniers. Elle pense qu'ils ont le droit de savoir car ils ont confirmé au SGC l'attaque imminente de la Terre par l'Alliance Luxienne.
Après avoir vérifié plusieurs fois avec l'aide d'Eli, Rush annonce à Young qu'ils pourront rentrer sur Terre avec les réserves d'énergie des deux vaisseaux canalisées vers la porte des étoiles. Le kino d'exploration disparaît mystérieusement et arrête de retransmettre des images. Rush se rend sur l'autre vaisseau afin de préparer le transfert d'énergie vers le Destinée. Le lieutenant Scott veut lui montrer une surprise avant qu'ils ne se mettent au travail : la chaîne de fabrication des portes des étoiles du vaisseau qui est un poseur de portes.
Volker travaille sur une console, il se retourne pensant que Brody vient d'arriver mais il tombe nez à nez avec un Ursini, c'est le premier contact de l'expédition avec cette espèce. Volker est apeuré mais l'Alien tombe sur le sol.
À l'infirmerie, Tamara Johansen soigne Dannic puis Varro qui s'excuse pour la perte de son enfant. Un appel radio du colonel Young lui demande de rejoindre le vaisseau poseur de portes afin de s'occuper de l'alien. Telford l'escorte sur l'autre vaisseau. L'alien se réveille, Scott se présente en vain, il lui donne alors à manger que la créature recrache aussitôt.
Rush commence le transfert d'énergie vers le Destinée pendant que les militaires recherchent la présence potentielle d'autres menaces. Le reste de l'équipage se rend en salle d'embarquement prêt à rentrer sur Terre. L'adresse est composée mais le transfert d'énergie est interrompu. Sur le vaisseau découvert, Rush et son escorte sont attaqués par les Ursinis. Eli découvre que le processus n'a pas été arrêté mais inversé. Les Ursinis drainent toute l'énergie vers le vaisseau poseur de portes. Young ordonne à tout le monde de rentrer sur le Destinée pour séparer les deux vaisseaux et stopper le transfert. Telford reste seul dans l'espoir d'inverser une nouvelle fois le processus grâce aux instructions radio d'Eli Wallace.
De retour sur le Destinée, Rush disparaît et retourne au poste de pilotage. Rush n'intervient pas même s'il en a les moyens et regarde les vaisseaux se séparer. Le Destinée passe en VSL. Telford est seul sur un vaisseau rempli de créatures inconnues.

## Distribution
- Robert Carlyle : Dr. Nicholas Rush
- Ming-Na : Camile Wray
- Robert Knepper : Simeon
- Lou Diamond Phillips : David Telford
- Julia Benson : Vanessa James
- Julie McNiven : Ginn
- Alaina Huffman : Tamara Johansen
- David Blue : Eli Wallace
- Justin Louis : Everett Young
- Brian J. Smith : Matthew Scott
- Jennifer Spence : Lisa Park
- Jamil Walker Smith : Ronald Greer
- Mike Dopud : Varro
- Patrick Gilmore : Dale Volker
- Peter Kelamis : Adam Brody